# Леалаонский чинантекский язык
Леалаонский чинантекский язык (Chinanteco de San Juan Lealao, Latani Chinantec, Lealao Chinantec) — сильнее всего отличается от остальных диалектов чинантекского языка. На нём говорят в муниципалитетах Латани, Ла-Ондура, Сан-Хуан-Леалао, Трес-Арройос штата Оахака в Мексике.
Алфавит: A a, B b, C c, Ch ch, D d, Ds ds, Dx dx, E e, F f, G g, H h, I i, Ɨ ɨ, J j, L l, M m, N n, Ñ ñ, Ŋ ŋ, O o, P p, R r, S s, T t, U u, V v, X x, Y y.